# Yukhari Veysalli
Yukhari Veysalli est un village de la région de Fizouli en Azerbaïdjan.

## Histoire
Le nom ancien du village est Veysalli.
En 1992-2020, Yukhari Veysalli était sous le contrôle des forces armées arméniennes. En 2020, la région de Fizouli, y compris le village d'Yukhari Veysalli a été rétrocédée à l'Azerbaïdjan.

## Géographie
Le village d'Yukhari Veysalli de la région de Fizouli est situé dans la circonscription administrative du village de Veysalli.

## Économie
La principale occupation de la population est l'élevage et l'agriculture.